# Pseudoeoscyllina xinjiangensis
Pseudoeoscyllina xinjiangensis är en insektsart som beskrevs av Zheng, Z., L. Yang, L. Zhang och Yanfeng Wang 2006. Pseudoeoscyllina xinjiangensis ingår i släktet Pseudoeoscyllina och familjen gräshoppor. Inga underarter finns listade i Catalogue of Life.